# Me amarás
Albums de Ricky Martin
Ricky Martin
(1991) A medio vivir
(1995)
Singles
1. Me amarás
Sortie : 29 janvier 1993
2. Que dia es hoy
Sortie : 6 avril 1993
3. Entre el amor y los halagos
Sortie : 4 janvier 1994
4. No me pidas más
Sortie : 28 mars 1994

Me amarás est le deuxième album studio du chanteur portoricain Ricky Martin, sorti en 1993.

## Liste des pistes
| No  | Titre                               | Auteur                                                                           | Durée |
| --- | ----------------------------------- | -------------------------------------------------------------------------------- | ----- |
| 1.  | No me pidas más                     | Juan Carlos Calderón                                                             | 3:30  |
| 2.  | Es mejor decirse adiós              | Calderón                                                                         | 3:21  |
| 3.  | Entre el amor y los halagos         | Calderón                                                                         | 4:20  |
| 4.  | Lo que nos pase, pasará             | Calderón                                                                         | 3:54  |
| 5.  | Ella es                             | Calderón                                                                         | 4:47  |
| 6.  | Me amarás                           | Calderón                                                                         | 4:30  |
| 7.  | Ayúdame                             | Calderón                                                                         | 4:13  |
| 8.  | Eres como el aire                   | Calderón                                                                         | 4:08  |
| 9.  | Que dia es hoy                      | - Calderón - Giancarlo Bigazzi - Steve Piccolo - Raffaele Riefoli - Mikel Herzog | 4:22  |
| 10. | Hooray! Hooray! It's a Holi-Holiday | - Frank Farian - Fred Jay - Leo Napi                                             | 3:10  |